# Churiyamai
Churiyamai – gaun wikas samiti w środkowej części Nepalu w strefie Narajani w dystrykcie Makwanpur. Według nepalskiego spisu powszechnego z 2001 roku liczył on 2344 gospodarstw domowych i 12905 mieszkańców (6475 kobiet i 6430 mężczyzn).